# Hiremuchalagudda, Badami
Hiremuchalagudda là một làng thuộc tehsil Badami, huyện Bagalkot, bang Karnataka, Ấn Độ.